# The Brothers (film, 1979)
Pour plus de détails, voir Fiche technique et Distribution.
The Brothers (差人大佬搏命仔, Long hu xiong di) est un film d'action hongkongais réalisé par Hua Shan et sorti en 1979 à Hong Kong,. C'est une reprise du film bollywoodien Deewaar (1975).
Il totalise 556 266 HK$ de recettes au box-office et est connu pour avoir inspiré John Woo pour son film Le Syndicat du crime (1986).

## Synopsis
Zhang Zhi-gang se destine à devenir membre de la triade, tandis que son frère Zhang Zhi-qiang se destine à devenir policier.

## Fiche technique
- Titre : The Brothers
- Titre original : 差人大佬搏命仔 (Long hu xiong di)
- Réalisation : Hua Shan
- Scénario : Lam Chin-wai et Yuen Cheung
- Production : Runme Shaw
- Société de production : Shaw Brothers
- Société de distribution : Shaw Brothers
- Pays d'origine :  Hong Kong
- Langue originale : mandarin
- Format : couleur
- Genre : action, film de gangsters et policier
- Durée : 88 minutes
- Dates de sortie :
  -  Hong Kong : 27 avril 1979

## Distribution
- Liu Yung[5] : Zhang Zhi-gang
- Li Hsiu-hsien[5] : Zhang Zhi-qiang
- Ku Feng : Qian Lao-san
- Nam Hung

## Production
The Brothers est une reprise du film indien Deewaar (« Le Mur ») de 1975. Écrit par le duo Salim-Javed (en), l'histoire est vaguement inspirée du caïd de Bombay Haji Mastan (en). Le film original met en vedette la superstar Amitabh Bachchan (dans le rôle de Tony Liu), Shashi Kapoor (dans le rôle de Danny Lee), Nirupa Roy (dans le rôle de la mère jouée par Nam Hung) et Iftekhar (en) (dans le rôle de Ku Feng). The Brothers est une reprise principalement fidèle, beaucoup de scènes étant identiques, de même pour les dialogues, retranscrits directement depuis les originaux à de nombreux moments.
Il y a quelques différences notables. Il dure 90 minutes moins longtemps que les 176 minutes de l'original. D'autres changements reflètent le passage de la culture indienne à la culture chinoise, comme le changement de Bombay à Hong Kong, et du monde criminel de Bombay à celui des triades. Il existe également des références culturelles modifiées pour s'adapter à la culture chinoise, par exemple, le numéro de l'insigne du frère criminel passe de 786, nombre ayant une signification symbolique dans l'islam, à 838, qui désigne l'année du cheval.

## Postérité
The Brothers a inspiré John Woo pour son film Le Syndicat du crime (1986) qui raconte un conflit similaire entre deux frères des deux côtés de la loi. En particulier, le personnage de Ti Lung dans Le Syndicat du crime est similaire à celui de Tony Liu dans The Brothers (à son tour basé sur le personnage d'Amitabh Bachchan dans Deewaar). À son tour, Le Syndicat du crime est crédité pour la création du genre heroic bloodshed qui a eu une influence considérable dans le cinéma d'action hongkongais, puis à Hollywood.
The Brothers a également établi Danny Lee dans les rôles de policiers comme dans The Killer (1989) de Woo,.